# Guillaume d'Eygliers
Pour les articles homonymes, voir Saint Guillaume.
Guillaume d'Eygliers ou Guillaume de Calme, mort en 1046, est un saint catholique particulièrement vénéré dans l'ancien archidiocèse d'Embrun.